# Аркадьево (Томская область)
Арка́дьево — деревня в Кожевниковском районе Томской области, Россия. Входит в состав Новопокровского сельского поселения.

## География
Деревня находится на трассе Кожевниково—Мельниково, примерно в 6 км северо-западнее райцентра и в 3 км южнее Новопокровки.

## Климат
Климат в деревне близок к умеренно-холодному. В Аркадьево значительное количество осадков, даже в засушливые месяцы часто идёт дождь. По классификации Кёппена — влажный континентальный климат (индекс Dfb). Средняя температура за год 0,5 °C. Выпадает около 490 мм осадков в год.
| Показатель                    | Янв.  | Фев.  | Март  | Апр. | Май  | Июнь | Июль | Авг. | Сен. | Окт. | Нояб. | Дек.  | Год  |
| ----------------------------- | ----- | ----- | ----- | ---- | ---- | ---- | ---- | ---- | ---- | ---- | ----- | ----- | ---- |
| Средний суточный максимум, °C | −13,5 | −11,5 | −2,7  | 6,5  | 15,9 | 22,4 | 24,9 | 21,3 | 15,2 | 4,7  | −5,3  | −11,4 | 5,4  |
| Средняя температура, °C       | −17,7 | −16,6 | −8,3  | 1,2  | 9,7  | 16,2 | 18,9 | 15,8 | 9,9  | 1,1  | −9,1  | −15,6 | 0,5  |
| Средний суточный минимум, °C  | −21,9 | −21,6 | −13,9 | −4   | 3,5  | 10,0 | 13,0 | 10,3 | 4,7  | −2,5 | −12,8 | −19,7 | −4,6 |
| Норма осадков, мм             | 27    | 18    | 18    | 27   | 45   | 59   | 68   | 66   | 44   | 47   | 41    | 30    | 490  |
| Источник:                     |       |       |       |      |      |      |      |      |      |      |       |       |      |

## История
1714 год — дата первого упоминания
В 1926 году состояла из 121 хозяйства, основное население — русские. Центр Аркадьевского сельсовета Богородского района Томского округа Сибирского края.

## Население
| 1926 | 2002 | 2010 | 2012 | 2013 | 2014 | 2015 |
| ---- | ---- | ---- | ---- | ---- | ---- | ---- |
| 699  | ↘157 | ↘131 | ↗132 | ↘127 | →127 | ↗133 |
| 2021 |      |      |      |      |      |      |
| ↗140 |      |      |      |      |      |      |

Национальный состав
Согласно результатам переписи 2002 года, в национальной структуре населения русские составляли 87 %.

## Социальная сфера и экономика
В деревне работает фельдшерско-акушерский пункт.
Основу местной экономической жизни составляют сельское хозяйство и розничная торговля.